# Jim DeChamp
Jim DeChamp (* 18. Oktober 1980 in Bloomington, Illinois) ist ein amerikanischer Motocrossfahrer und Stuntman für die amerikanische Fernsehserie Nitro Circus, die von unter anderem von Travis Pastrana produziert wurde.

## Leben
Einige Monate nach seiner Geburt in Bloomington, Illinois ist die Familie nach Chicago gezogen. Einige Jahre später ist die Familie weiter nach Cincinnati gezogen, wo seine Schwester Jackie geboren wurde. Danach zog die Familie zurück nach Chicago und später nach Northern Virginia. Von 1990 bis 1995 fuhr DeChamp BMX. 1996 begann er mit Freestyle und Dirtjumping. 1999 gewann er die National Dual Slalom Mountain Bike Championship.
Im Jahr 2007 spielte DeChamp in seinem ersten Vollzeitfilm namens Thrillbillies mit. Neben bisher 24 Auftritten in der Fernsehserie Nitro Circus hatte DeChamp 2009 auch einen Auftritt in der Reality-TV-Serie Fantasy Factory in der Folge The Dyrdek Family Vacation.
Im Jahr 2008 schaffte DeChamp als erster überhaupt einen Vorwärtssalto auf einem Motocrossrad in der 7. Episode von Nitro Circus und steht damit im Guinness-Buch der Rekorde. Drei Monate vorher war ihm dieser Sprung während der 2008 Summer X Games noch misslungen.